# سفينة بانثر
سفينة بانثر (بالألمانية:SMS Seiner Majestät Schiff Panther) كانت زورقًا من الزوارق المدفعية الستة التي في صنفها في البحرية الإمبراطورية الألمانية واستخدمت مثل الأخرى في المستعمرات الألمانية بالخارج. دشنت يوم 1 أبريل 1901 في كونيغليش فيرفت دانزيغ في غدانسك وكانت لها هيئة تتكون من 9 ضباط و121 بحار.

## أزمة أكادير

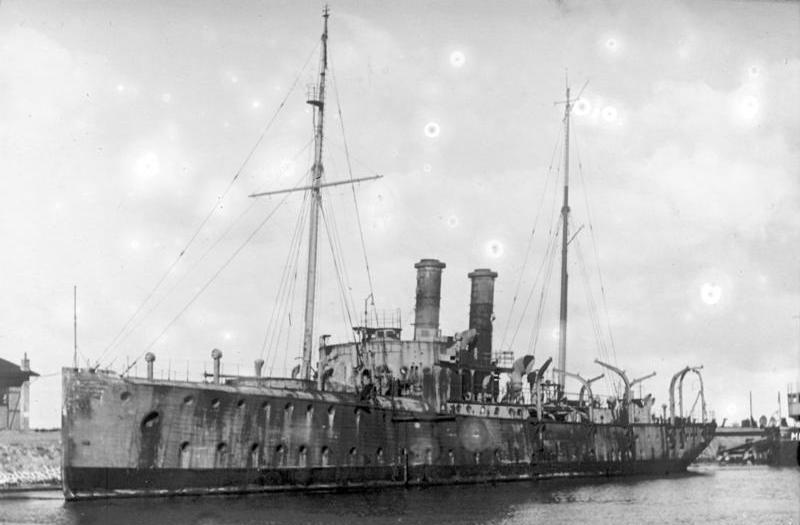
بانثر في 1931 قبل تخريدها بقليل

اكتسبت سفينة بانثر ملحوظية في 1911 عندما أوفدت إلى ميناء مدينة أڭادير المغربية في أزمة أڭادير (المعروفة كذلك باسم الأزمة المغربية الثانية). أرسلت بذريعة حماية السكان الألمان في الميناء. (أوفد هرمن ولبرڭ إلى أڭادير إلا أنه وصل 3 أيام بعد وصول السفينة.) كانت مهمة السفينة الحقيقية وضع الضغط على الفرنسيين وهم يحاولون أن يستعمروا المغرب، لتستخرج ألمانيا تعويضا بالأراضي في أفريقيا الاستوائية الفرنسية. هذه الأحداث تعد مثالا لدبلوماسية مدافع الأسطول، وأسهمت في التوترات المؤدية إلى الحرب العالمية الأولى.